# Стратан, Павел Дмитриевич
Па́вел Дми́триевич Страта́н (рум. Pavel Stratan; род. 11 ноября 1970, с. Нишкань, Каларашский район, Молдавская ССР, СССР) — молдавский певец и музыкант. Народный артист Молдавии (2009).

## Биография
Родился 11 ноября 1970 года в селе Нишкань Каларашского района Молдавской ССР, ныне Республики Молдова, в семье Дмитрия и Поликсены Стратанов.
Начал играть на гитаре и выступать на сцене ещё в школе. Первый текст своей песни написал в 1983 году, в 1996 году начал делать первые шаги в шоу-бизнесе. Окончил Академию музыки, театра и изобразительных искусств в Кишинёве.
В 2002 году Павел выпустил свой первый альбом Amintiri din copilărie, в Молдавии. В 2004 году этот же альбом вышел в Румынии, где певец стал широко известен. Затем последовали следующие альбомы музыканта. Его музыка является смесью фолка, попа и хип-хопа.

## Семья
В настоящее время Стратан проживает в Бухаресте, Румыния. Его жена Родика — инженер; в семье имеются дочь Клеопатра (род. 2002) и сын Цезарь (род. 2008). Семья переехала в Румынию из Молдавии в 2011 году. Клеопатра уже в юном возрасте стала певицей.

## Награды
- Народный артист Молдавии (26 марта 2009 года) — за заслуги в развитии музыкального искусства, плодотворную творческую деятельность и высокое профессиональное мастерство[1].
  - Удостоен ряда премий:[2]
- премия «Хит года 2004» (Молдавия) за песню «Я пью»;
- премия «Хит года 2005» (Молдавия) за песню «Я родился в свой день»;
- приз газеты «VIP магазин» в номинации «Персона года 2004» (Молдавия);
- приз газеты «VIP магазин» в номинации «Персона года 2006» (Молдавия);
- премия «Радио Бухареста» (Румыния);
- премия «MTV Румыния» за лучший дебют;
- специальный приз газеты «VIP» (Румыния).